# Dominique Roman
 (février 2022).
Pour les articles homonymes, voir Roman.
Dominique Roman (18 avril 1824, Arles - 4 janvier 1911, Arles) est un photographe français.

## Biographie
Initialement doreur (1844-1846) puis miroitier (1851), Dominique Roman s'oriente vers la photographie  à la fin des années 1850. 
S'attachant à la photographie des monuments antiques, c'est son travail, sous la forme d'un album, qui va être offert par la municipalité d'Arles à Napoléon III et de l’impératrice Eugénie lors de leur visite dans cette ville, en 1860. L'année suivante, Dominique Roman présente plusieurs de ces mêmes vues à l’exposition de la Société française de photographie. Il complète cette collection par des vues des principaux monuments des villes environnantes : Montmajour, les Baux, Saint-Rémy, Tarascon, Avignon, Orange, Beaucaire, Nîmes, Saint-Gilles, les Saintes-Maries-de-la-Mer, Aix, Saint-Chamas.  La Société française de photographie le ré-expose en 1863. Ses photographies obtiennent une mention honorable à l'Exposition universelle de 1862 et à l'Exposition universelle de 1867. Remarquées par Henri Antoine Révoil, architecte des monuments historiques, ce dernier commande en 1877 à Dominique Roman de photographier en détail les portails de Saint-Trophime et de Saint-Gilles. 
Dominique Roman s'investit dans la politique locale d'Arles entre 1871 et 1885, où il est conseiller municipal. Des raisons de santé le feront démissionner.

## Œuvre photographique
Il s'inspire de son aîné Édouard Baldus à qui il a été souvent comparé, et pratique comme lui l'assemblage de négatifs pour restituer la monumentalité d'un site. Il célèbre la Provence, ses monuments romains ou médiévaux inspirés de l’Antiquité et affirme, tout comme l’écrivain Frédéric Mistral son contemporain, l’identité provençale. 

## Publications
- 1860 : Album photographique des monuments du Midi de la France
- 1862 : Album du Musée lapidaire d'Arles

## Collections
- Museon Arlaten : en 1898, il fait un premier don de 48 photographies à ce musée d'Arles, qu’il complète en 1901 et 1905. Les Arènes d'Arles, la tour Sarrazine (sur la base Joconde)
- La Médiathèque de l’architecture et du patrimoine en région parisienne conserve un ensemble significatif d’épreuves de ce photographe.
- Société française de photographie

## Expositions
- 4 juillet - 31 août 1997. Dominique Roman, 1824-1911 : objectif Provence, Museon Arlaten
- 15 septembre - 14 décembre 2014. Le Midi antique. Photographie et monuments historiques. 1840-1880, Musée départemental Arles antique

## Ventes publiques
- 10 octobre 2003 : vente Trajan de la collection Benarroche - Catalogue, page 60 - Arles, place de la République (vers 1855) : estimation 10 000 / 20 000 €.

- 16 novembre 2004 : vente 9964 consacrée aux photographes des XIXe et XXe siècles  (Londres, South Kensington) : les Arènes d'Arles, probablement de Dominique Roman, vers 1855 (estimation: £2 000-3 000)